# Catoptria conchella
Catoptria conchella ist ein Schmetterling aus der Familie der Zünsler (Crambidae).

## Merkmale
Die Falter erreichen eine Flügelspannweite von 22 bis 28 Millimeter. Die Fühler der Männchen sind gezähnt und sehr kurz bewimpert, die der Weibchen sind fadenförmig. Der Thorax ist weiß und an den Seiten hinten gelblich. Die Vorderflügel sind bei den meisten Exemplaren bräunlich bis bräunlich gelb, die Fransenschuppen sind größtenteils weiß. Die Zeichnung besteht aus einer weißen Basalstrieme und einem ebenso gefärbten Verlängerungsfleck. Die Hinterflügel sind hellgrau. Die aus der Schweiz bekannte Form rhombellus  Zeller, 1863 ist kleiner und der weißliche Verlängerungsfleck auf den Vorderflügeln ist kürzer. Bei den gelblich gefärbten Exemplaren von C. conchella besteht eine Verwechslungsmöglichkeit mit der in Osteuropa vorkommenden Art Catoptria pauperella. Allerdings ist bei der zuletzt genannten Art der Verlängerungsfleck der Basalstrieme kleiner und dreieckig. Bei der Unterart Catoptria conchella bourgognei ist der costale Bereich des Vorderflügels bräunlich und der Außenrand ist fahler. Die Unterart C. c. pseudopauperella ähnelt Catoptria pauperella, die Vorderflügel sind aber etwas kürzer. Der Verlängerungsfleck ist breiter und der dorsale Rand verläuft weniger schräg. Die ausschließliche Bestimmung der Art durch eine Genitaluntersuchung ist unsicher, da die Genitalien von C. conchella und C. pauperella sehr ähnlich sind. Bei der zuletzt genannten Art ist der Costalarm der Valven mehr oder weniger gerade, bei der zuerst genannten Art ist er dagegen mehr oder weniger gekrümmt.

### Ähnliche Arten
In der Literatur werden als ähnliche Arten genannt:
- Catoptria pauperella (Treitschke, 1832)
- Catoptria caucasica (Alphéraky, 1877)
- Catoptria mytilella (Hübner, 1805)
- Catoptria dimorphella (Staudinger, 1882)
- Catoptria colchicella (Lederer, 1870)
- Catoptria pinella (Linnaeus, 1758)

## Verbreitung
Catoptria conchella kommt in den Alpen und in Rumänien (Transsilvanien) vor. Aus Schweden gibt es ältere Nachweise (nur drei Exemplare), sowie einen Nachweis aus Holland mit nur einem einzigen Exemplar. Die Fundmeldungen aus Estland und Polen sind anzuzweifeln. Dies gilt vermutlich auch für diejenigen aus Kroatien.
In Deutschland ist die Art nur in Bayern bodenständig. Sie ist dort nicht gefährdet und kommt „mäßig häufig“ vor. Aus anderen Bundesländern gibt es entweder keine Nachweise oder diese sind älteren Datums (Mecklenburg-Vorpommern, Sachsen, Sachsen-Anhalt).
Bei Catoptria conchella handelt es sich um eine montan vorkommende Art, die in den Alpen Wiesen bis in 2200 m Höhe besiedelt.

## Lebensweise
Die Raupen leben auf bemoosten Steinen und alten Bäumen, wo man sie von April bis Juni findet. Wie auch andere Arten der Gattung ruhen die Falter tagsüber kopfüber an Grashalmen. Die Falter sind dämmerungsaktiv und kommen vor allem in offenem, grasigen Gelände vor. Sie fliegen von Juni bis August.

## Systematik
Es sind folgende Unterarten bekannt:
- Catoptria conchella bourgognei Leraut, 2001
- Catoptria conchella pseudopauperella (Zerny, 1914)

## Belege
1. 1 2 3 4 5 6  
Slamka, František (2008): Pyraloidea of Europe, Volume 2. Crambinae and Schoenobiinae. ISBN 978-80-969052-5-6, S. 58
2. 1 2  
Patrice Leraut: Zygaenids, Pyralids 1. In: Moths of Europe. 1. Auflage. Volume III. NAP Editions, 2012, ISBN 978-2-913688-15-5, S. 550 (englisch).
3. ↑  
Catoptria conchella ([DENIS & SCHIFFERMÜLLER], 1775). Lepiforum e. V.: Bestimmungshilfe des Lepiforums für die in Deutschland, Österreich und der Schweiz nachgewiesenen Schmetterlingsarten., abgerufen am 13. September 2013.
4. ↑  
Amsel, Hans Georg; Gregor, František; Reisser, Hans (Hrsg.) (1965): Microlepidoptera Palaearctica. Band 1. Crambinae. Textteil. Verlag Georg Fromme & Co, Wien, S. 277
5. ↑  
Trusch et al.: Rote Liste und Gesamtartenliste der Spanner, Eulenspinner und Sichelflügler Deutschlands. In: M. Binot-Hafke,, S. Balzer, N. Becker et al. (Hrsg.): Rote Liste gefährdeter Tiere, Pflanzen und Pilze Deutschlands. 1. Auflage. Band 3: Wirbellose Tiere (Teil 1). Landwirtschaftsverlag, Münster 2011, ISBN 978-3-7843-5231-2, S. 334, 349.
6. ↑  
Bellmann, Heiko (2001): Steinbachs Naturführer. Schmetterlinge. Mosaik Verlag, München, ISBN 978-3576114579, Seite 16